# Gilberto Martínez
Gilberto Martínez Vidal (Golfito, 1 oktober 1979) is een profvoetballer uit Costa Rica die onder contract staat bij SSD Monza 1912. Martínez speelt als verdediger en heeft als bijnaam "Tuma".

## Clubcarrière
Martínez begon zijn profloopbaan in 1999 bij de nationale topclub Deportivo Saprissa, waar hij op de rechtsbackpositie kwam te spelen. Zijn kracht en snelheid komen op die positie goed van pas. In 2002 maakte Martínez de overstap naar Brescia Calcio. Bij de Italiaanse club was hij een vaste waarde en Martínez speelde onder meer samen met sterren als Roberto Baggio en Josep Guardiola. In het seizoen 2006/2007 werd Martínez uitgeleend aan AS Roma.
- 1999-2002: Deportivo Saprissa
- 2002-2012: Brescia Calcio
  - 2006-2007: AS Roma (huur)
  - 2011: Sampdoria Genua (huur)
- 2013-2015: US Lecce
- 2015-heden: SSD Monza 1912

## Interlandcarrière
Zijn interlanddebuut maakte Martínez op 6 januari 2001 in de thuiswedstrijd tegen Guatemala. De Costa Ricaanse bondscoach Alexandre Guimarães liet hem in de aanloop naar het WK 2002 centraal in de verdediging spelen. Op het WK zelf speelde hij als basisspeler mee.  Martínez werd tevens geselecteerd voor het WK 2006.